# 上道站 (鸟取县)
上道站（日语：／ Agarimichi eki */?）是一個位於鳥取縣境港市中野町字下駒坪，屬於西日本旅客鐵道（JR西日本）境線的鐵路車站。取了妖怪的名字作為愛稱「一反木綿站」。

## 車站結構
面向境港方向右側的側式月台1面1線的地面車站（停留所）。米子站管理的無人站，不設站舍。

## 相鄰車站
西日本旅客鐵道
 境線
餘子（子泣爺爺站）－上道（一反木綿站）－馬場崎町（Kijimuna站）